# スコット・ラバラ
スコット・ラバラ（Scott LaValla、1988年7月4日 - ）は、アメリカ合衆国の元ラグビー選手。

## プロフィール
- アメリカ合衆国・オリンピア出身[1]。
- 現役時代のポジションはロック(LO)、フランカー(FL)、ナンバーエイト(No.8)。
- 身長 197cm、体重 117kg
- U20アメリカ合衆国代表に選ばれたことがある。
- アメリカ代表通算キャップ数は33。

## 略歴
2011年、スタッド・フランセに加入。
2015年、ラグビーワールドカップ2015のアメリカ代表に選ばれたが、練習中の負傷で代表離脱。同年、現役を引退した。 